# Гоков, Филипп Антонович
Филипп Антонович Гоков (20 апреля 1919, с. Заячье, Курская губерния — 25 февраля 1993, Москва) — полковник Советской Армии, участник боёв на реке Халхин-Гол и Великой Отечественной войны, Герой Советского Союза (1942).

## Биография
Филипп Гоков родился 20 апреля 1919 года в селе Заячье (ныне — административный центр Заяченского сельского поселения в Корочанском районе, Белгородская область) в семье крестьянина. Окончил семь классов школы в родном селе, затем финансово-экономический техникум в Орле. В 1936 году Гоков был призван на службу в Рабоче-крестьянскую Красную Армию. В 1938 году окончил Орловское танковое училище. В 1939 году участвовал в боях на реке Халхин-Гол. С начала Великой Отечественной войны — на её фронтах. К марту 1942 года старший лейтенант Филипп Гоков командовал танковой ротой 10-й танковой бригады 21-й армии Юго-Западного фронта. Отличился во время Харьковской операции 1942 года.
9 марта 1942 года рота Гокова прорывала вражескую оборонительную полосу. В ходе боя за село Рубежное Волчанского района Харьковской области Украинской ССР танк Гокова первым переправился через Северский Донец и уничтожил дзот, орудие, миномёт и 3 пулемёта. В образовавшийся прорыв вражеской обороны были введены советские пехотные и танковые подразделения. Израсходовав все снаряды, Гоков массой танка разрушил немецкий дзот. Всего же за период с 13 февраля по 13 марта экипаж Гокова уничтожил 18 артиллерийских орудий, 43 пулемёта, 20 миномётов, а также большое количество солдат и офицеров противника.
Указом Президиума Верховного Совета СССР «О присвоении звания Героя Советского Союза начальствующему составу Красной Армии» от 5 ноября 1942 года за «образцовое выполнение боевых заданий командования на фронте борьбы с немецкими захватчиками и проявленные при этом отвагу и геройство» был удостоен высокого звания Героя Советского Союза с вручением ордена Ленина и медали «Золотая Звезда» за номером 747.
В дальнейшем прошёл боевой путь от Сталинграда до Винницы. С июля 1942 года Гоков командовал танковым батальоном, с ноября того же года — 8-м гвардейским танковым полком прорыва. Был тяжело ранен, едва не потерял ногу, до ноября 1944 года находился в госпиталях. С ноября 1944 года подполковник Гоков руководил военным отделом управления учебных заведений Наркомата танкостроения СССР. В сентябре 1946 года в звании полковника он был уволен в запас по болезни. В 1962 году Гоков окончил Московский инженерно-строительный институт, работал старшим прорабом, инженером строительного треста, начальником строительного треста.

### Последние годы
Проживал в Москве в районе Кузьминки на улице Юных Ленинцев, дом 85. Умер 25 февраля 1993 года, похоронен на Люблинском кладбище Москвы.

## Награды
Был также награждён тремя орденами Красного Знамени, орденом Отечественной войны 1-й степени, монгольским орденом, рядом медалей.

## Память

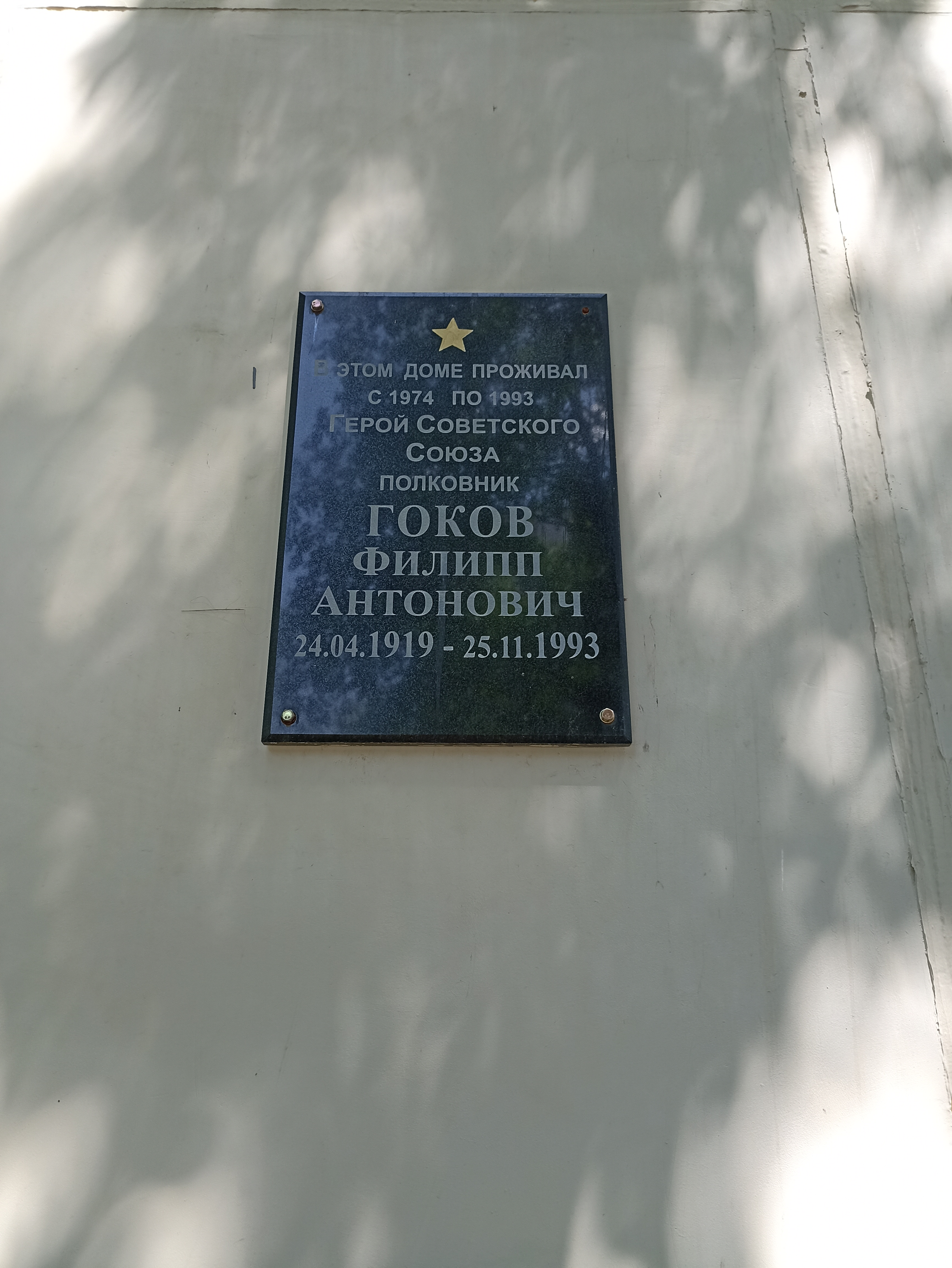
Памятная доска на доме в Москве, на улице Юных Ленинцев, где жил Герой СССР Гоков Ф.А.

Танк Гокова в 1949 году установлен на пьедестале Славы в Тамбове.
Имя Гокова носит улица в Заячьем.
На доме в Москве, где прожил последние годы Гоков Ф.А. установлена мемориальная доска.